# Plan de acción individual para la asociación
|  | Miembros de la OTAN Plan de Acción de membresía Diálogo intensificado | Plan de acción individual para la asociación Asociación para la Paz Paises aspirantes asociación para la Paz |

Mapa de la OTAN en Europa
Miembros de la OTAN
Plan de Acción de membresía
Diálogo intensificado
Plan de acción individual para la asociación
Asociación para la Paz
Paises aspirantes asociación para la Paz

Los Planes de Acción individuales para la asociación (IPAP por sus siglas en inglés) son planes desarrollados entre la OTAN y diferentes países que describen los objetivos y el marco de comunicación para el diálogo y la cooperación entre ambas partes. La OTAN lanzó la iniciativa IPAP en la Cumbre de Praga de 2002 .

## Participación
Los planes de acción de asociación individual (IPAP) se están implementando con los siguientes países:
- Georgia (29 de octubre de 2004)
- Azerbaiyán (27 de mayo de 2005)
- Armenia (16 de diciembre de 2005)
- Kazajistán (31 de enero de 2006)
- Moldavia (19 de mayo de 2006)
- Bosnia y Herzegovina (10 de septiembre de 2008)
- Serbia (15 de enero de 2015)[2]

Armenia, Azerbaiyán, Kazajistán, Moldavia y Serbia han declarado que actualmente no tienen intención de unirse a la OTAN, pero todos ellos participan en el programa de la Asociación para la Paz de la OTAN. Georgia y Ucrania se encuentran actualmente en un Diálogo Intensificado para ser miembros de la OTAN mientras que Bosnia y Herzegovina tiene un Plan de Acción de Membresía y está trabajando activamente para unirse a la OTAN .
La relación de Ucrania con la OTAN se rige por el Plan de Acción OTAN-Ucrania, adoptado el 22 de noviembre de 2002. En abril de 2005, Ucrania entró en un Diálogo Intensificado con la OTAN, y durante la cumbre de Bucarest de 2008, la OTAN declaró que Ucrania podría convertirse en miembro de la OTAN cuando quiera unirse y cumpla con los criterios para la adhesión. Sin embargo, para 2010 Ucrania había anunciado que ya no tenía como objetivo la membresía en la OTAN bajo la política exterior del nuevo presidente Viktor Yanukovych . Después de meses de protestas callejeras durante el Euromaidán que comenzaron por su negativa a firmar un Acuerdo de Asociación con la Unión Europea a favor de acuerdos con Rusia, el presidente Yanukovych fue derrocado. En respuesta a la participación rusa en el este de Ucrania y el presunto despliegue de tropas rusas en suelo ucraniano, el primer ministro ucraniano Yatsenyuk anunció sus intenciones de reanudar la apuesta por la integración de la OTAN en agosto de 2014, y en diciembre de 2014, el parlamento de Ucrania votó a favor de abandonar el estatus de no alineado que se aprobó en 2010.
Montenegro tuvo un IPAP con la OTAN desde junio de 2008 hasta que accedió a la OTAN el 5 de junio de 2017. 